# Frontera entre Zambia y Zimbabue
La frontera entre Zambia y Zimbabue es la línea fronteriza de 797 kilómetros en sentido oeste-este que separa a Zambia y Zimbabue en el África austral.

## Trazado
La línea comienza al norte de Zimbabue, en la triple frontera Mozambique-Zambia/Mozambique-Zimbabue, después sigue el curso del Zambeze hacia el suroeste hasta el lago Kariba. En este sitio se encuentran las cataratas Victoria, que constituyen un parque nacional. El lago Kariba es un lago artificial creado como consecuencia de un embalse construido entre 1955 y 1959.
A partir del sur del lago Kariba, la frontera, siempre siguiendo el Zambeze, va hacia el oeste en la triple frontera entre Zimbabue-Zambia-Botsuana . Esta triples frontera se encuentra solo a 2 kilómetros de otra triple frontera, Zambia-Botsuana-Namibia , situada también en el Zambeze.

## Geografía
Esta frontera es en su totalidad delimitada por el río Zambeze.
El punto de pasaje principal son ambos puentes de Chirundu que atraviesan el Zambeze, sobre la gran carretera que conecta Harare con Lusaka. Chirundu es una pequeña ciudad a ambos lados de la frontera. Solo existen otros dos pasos entre ambos países  para atravesar la frontera: el puente de las Cataratas Victoria que conecta Livingstone (Zambia) con Victoria Falls (Zimbabue) y la carretera sobre el embalse de Kariba.